# Route nationale 89 (Italie)
Pour les articles homonymes, voir Route nationale 89.
La route nationale 89 (SS 89, Strada statale 89 ou Strada statale "Garganica") est une route nationale d'Italie, située dans les Pouilles, elle relie San Severo à Foggia sur une longueur de 200 km.

## Parcours

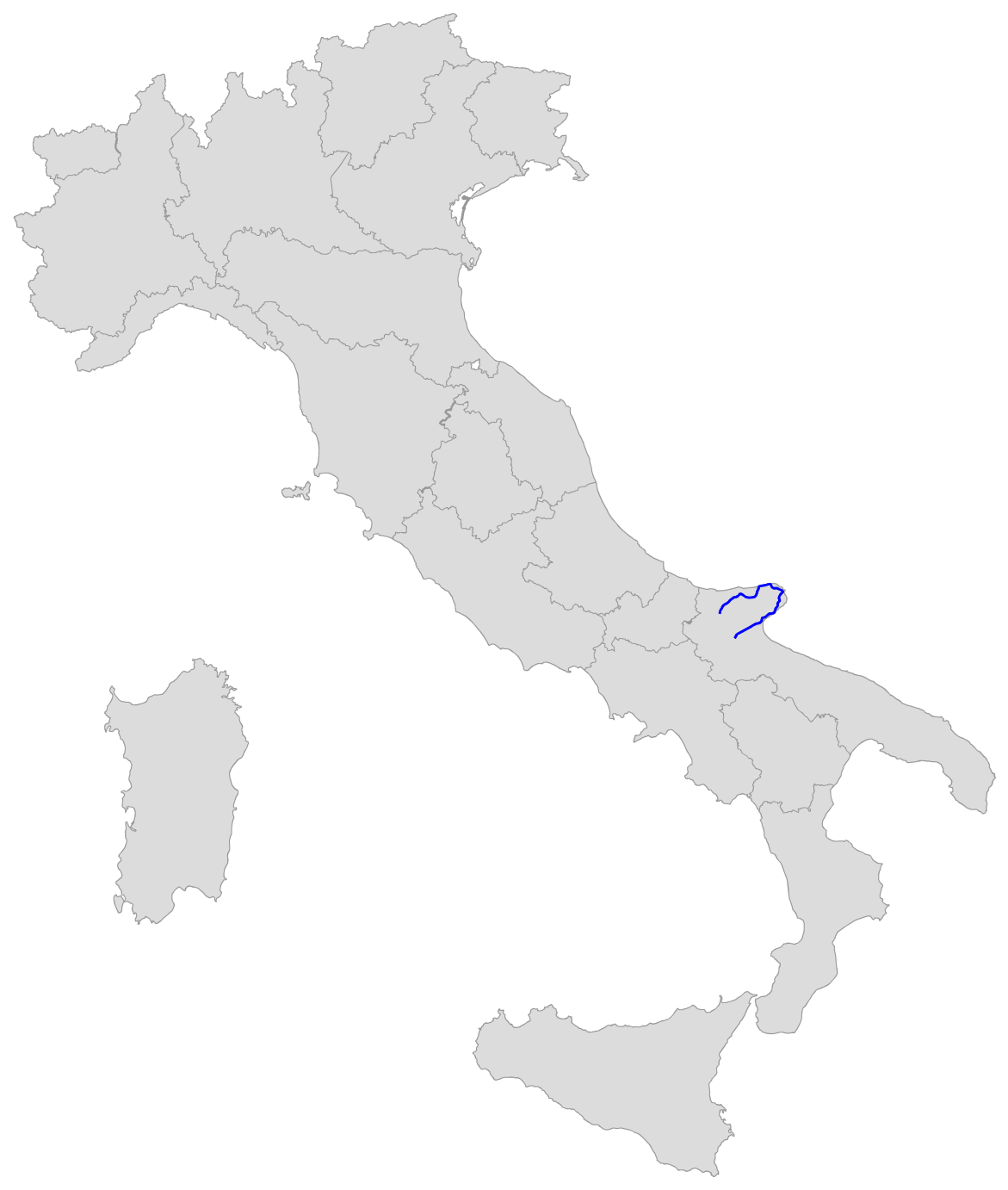
Parcours de la SS 89.